# División de Honor de balonmano 1964-65
La División de Honor de balonmano 1964-65 fue la 7.ª edición de la máxima competición de balonmano de España. Se desarrolló en una fase, que constaba de una liga de once equipos enfrentados todos contra todos a doble vuelta. El ganador disputaba la Copa de Europa, y el último clasificado promocionaba por la permanencia o el descenso.

## Clasificación
| N. | Equipo              | PJ | PG | PE | PP | PTS |
| 1  | Atlético de Madrid  | 20 | 15 | 2  | 3  | 32  |
| 2  | Salleko             | 20 | 14 | 0  | 6  | 28  |
| 3  | Pizarro             | 20 | 14 | 0  | 6  | 28  |
| 4  | Altos Hornos        | 20 | 12 | 3  | 5  | 27  |
| 5  | La Salle-Echevarría | 20 | 11 | 0  | 9  | 22  |
| 6  | Valencia C. F.      | 20 | 8  | 1  | 11 | 17  |
| 7  | Artilene            | 20 | 8  | 0  | 12 | 16  |
| 8  | Obras del Puerto    | 20 | 7  | 1  | 12 | 15  |
| 9  | C.F. Barcelona      | 20 | 7  | 1  | 12 | 15  |
| 10 | Ademar Zaragoza     | 20 | 6  | 2  | 12 | 14  |
| 11 | Gaztelueta          | 20 | 2  | 2  | 16 | 6   |